# Fortress Biotech
Fortress Biotech (ранее Coronado Biosciences, Inc.) — биофармацевтическая компания в США. Занимается разработками препаратов направленных против аутоиммунных и онкологических заболеваний.

## Актуальные клинические испытания
Одна из главных особенностей компании это использование TSO (Trichuris Suis Ova) гельминтотерапии (использование микроскопических яиц свиной власоглавы).

## Продукция
- Dermasorb HC — препарат в виде мази, на основе кортикостероидов. Используется для лечения воспаления кожи.[4]
- Luxamend — препарат на основе водной эмульсии для обработки ран, ссадин и ожогов.[источник не указан 3297 дней]